# 总理遗嘱

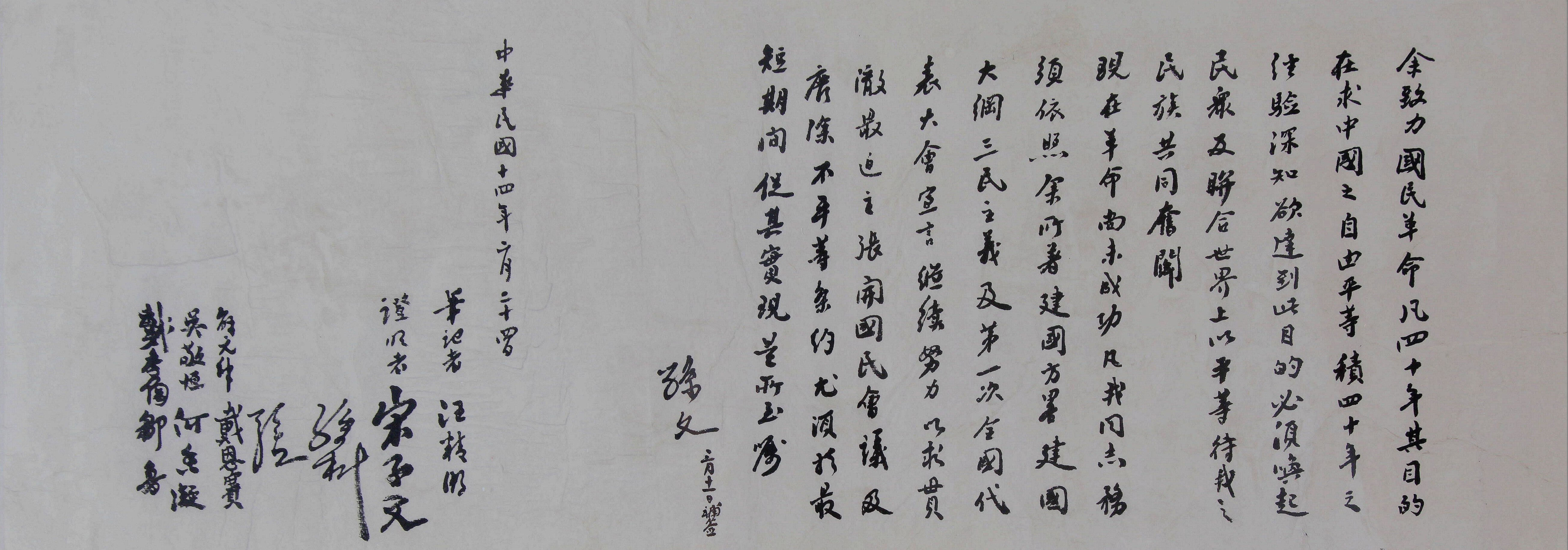
國父遺囑的國事部分

《总理遗嘱》是中國國民黨總理、前中華民國臨時大總統孫文的遺囑。1925年，孫中山病重，孫中山之子孫科與文膽汪精卫、戴傳賢等中國國民黨要員恐怕總理未留遺囑即辭世，遂商議替總理代擬遺囑。遺囑由汪精卫於2月24日寫下。據說孫中山非常滿意遺囑內容，一字未改。隨後，又由宋子文向孫請示，另外留下一份家事遺囑，把底稿也讀給孫聽，孫又點頭表示贊成；汪精卫取筆來，請孫親自簽名:250。3月11日，孫病勢極度危險，中午孫中山由其妻宋慶齡帮助，在遺囑上簽名:251，宋子文、孔祥熙、何香凝、鄒魯等，也在遺囑簽名證明:251；翌日，孫逝世:252。
1940年4月1日，國民政府正式尊孫文為国父，國民政府亦稱《總理遺囑》為《國父遺囑》。

## 遺囑內容

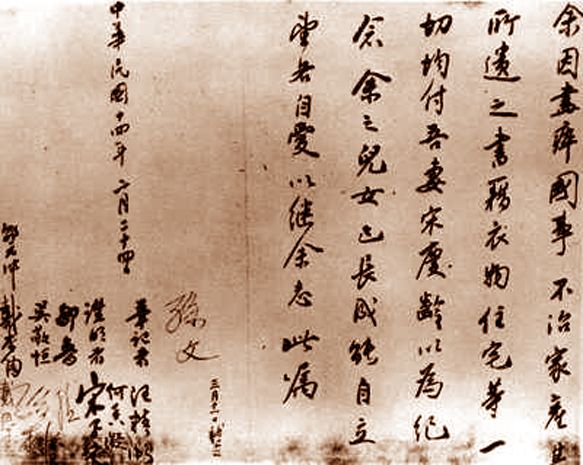
總理遺囑的家事部分

《總理遺囑》分两部分：第一部分总结40年来國民革命成果，并为日后的革命指明方向；第二部分交代身后家事。一般提到《總理遺囑》，多指第一部份。
（一）

余致力國民革命，凡四十年，其目的在求中國之自由平等。積四十年之經驗，深知欲達到此目的，必須喚起民眾及聯合世界上以平等待我之民族，共同奮鬥。
現在革命尚未成功，凡我同志，務須依照余所著《建國方略》、《建國大綱》、《三民主義》及《第一次全國代表大會宣言》，繼續努力，以求貫徹。最近主張開國民會議及廢除不平等條約，尤須於最短期間，促其實現。是所至囑！
孫文 三月十一日補簽

中華民國十四年二月二十四日
筆記者     汪精衛

證明者     宋子文

 孫科

 孔祥熙

邵元沖 戴恩賽

吳敬恒 何香凝

戴季陶 鄒魯

（二）

余因盡瘁國事，不治家產。其所遺之書籍、衣物、住宅等，一切均付吾妻宋慶齡，以為紀念。余之兒女已長成，能自立，望各自愛，以繼余志。此囑。
孫文 三月十一日補簽

民國十四年二月二十四日
筆記者  汪精衛

證明者  何香凝

        宋子文

  鄒魯  孔祥熙

吳敬恒    孫科

邵元沖  戴季陶

        戴恩賽

### 其他遺囑

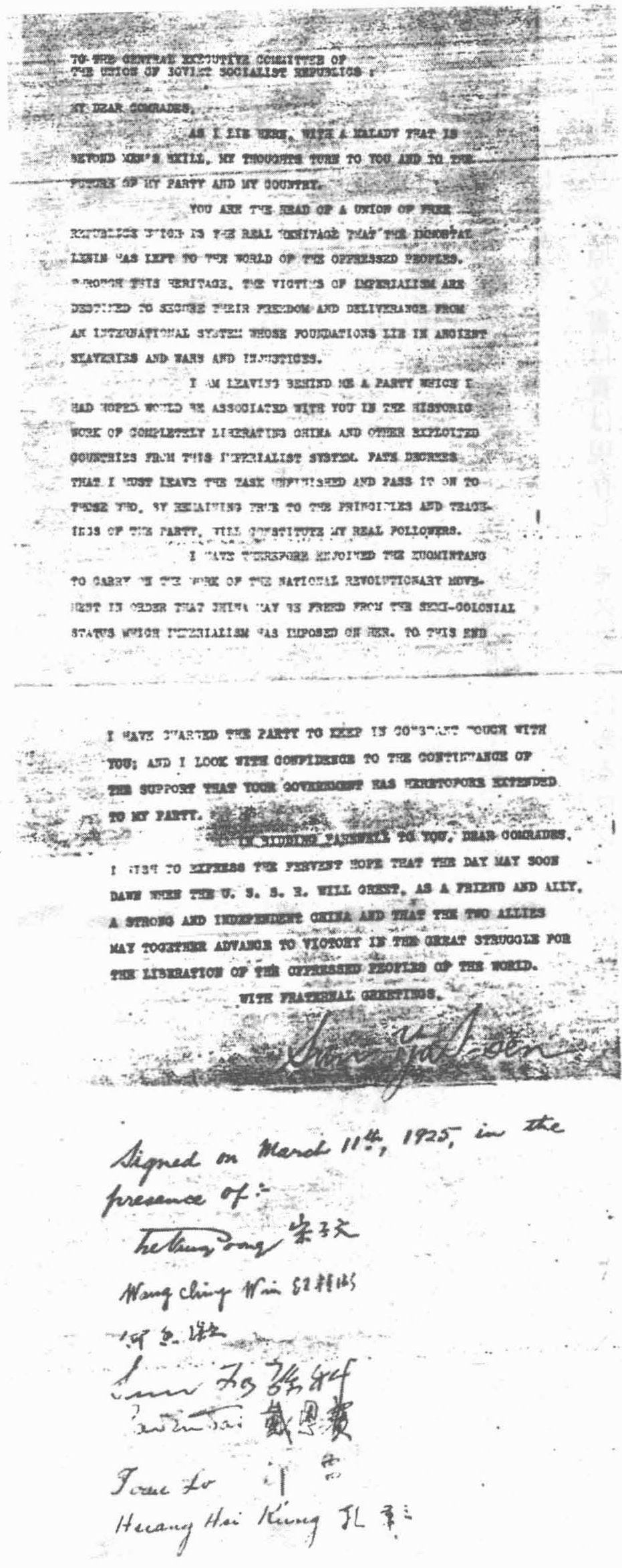
致苏俄遗书

1925年2月24日，孙中山在完成前两篇遗嘱后，用英语口述，由陈友仁、宋子文、孙科以及共產國際代表鮑羅廷记录，起草《致苏俄遗书》，孫中山于1925年3月11日簽字。此份遺囑當時在中國亦僅為少數國人所知，並且在蘇聯刊發時出現幾種不同版本。其中文翻译如下：
苏维埃社会主义共和国大联合中央执行委员会

亲爱的同志：

我在此身患不治之症。我的心念，此时转向于你们，转向于我党及我国的将来。

你们是自由的共和国大联合之首领。此自由的共和国大联合，是不朽的列宁遗产与被压迫民族的世界之真遗产。帝国主义下的难民，将藉此以保卫其自由，从以古代奴役战争偏私为基础之国际制度中谋解放。

我遗下的是国民党，我希望国民党在完成其由帝国主义制度解放中国及其他被侵略国之历史的工作中，与你们合力共作。命运使我必须放下我未竟之业，移交于彼谨守国民党主义与教训而组织我真正同志之人。

故我已嘱咐国民黨进行民族革命运动之工作，中国可免帝国主义加诸中国的半殖民地状况之羁缚。为达到此项目的起见，我已命国民党长此继续与你们提携。我深信你们政府亦必继续前此予我国之援助。

亲爱的同志！当此与你们诀别之际，我愿表示我热烈的希望，希望不久即将破晓，斯时苏联以良友及盟国而欢迎强盛独立之中国，两国在争为世界被压迫民族自由之大战中，携手并进以取得胜利。

谨以兄弟之谊祝你们平安！
孙逸仙

1925年3月11日签字，证明者：

宋子文

汪精卫

何香凝

孙科

戴恩赛

邹鲁

孔祥熙

## 革命尚未成功，同志仍須努力
第一份遺囑中「革命尚未成功，凡我同志，務須……繼續努力」的句子，衍生出「革命尚未成功，同志仍須努力」的句子。而這句話也出現在國父紀念歌的歌詞中。

## 遺囑影響

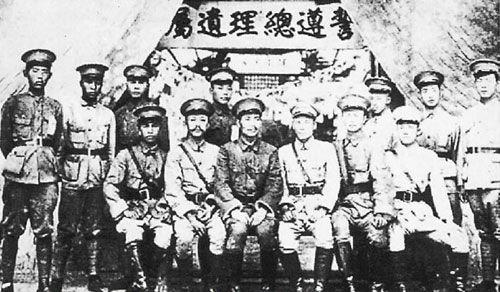
民國24年（1935年），黃埔軍校特別黨部執委合影

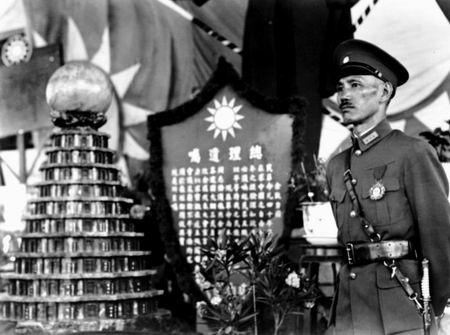
民國24年（1935年），蔣中正在總理悼念儀式上

本遺囑對中華民國的影響十分深遠，尤其是早期的革命志士。中國國民黨訓政與一黨專政期間，「恭讀《總理遺囑》（《國父遺囑》）」曾經是許多公家與民間集會、會議與典禮開始時的制式程序之一。
而香港不少持「中華民國派」政治立場人士，至近年仍會以恭讀總理遺囑作典禮莊嚴完結之環節，例如一二三民主聯盟主席任善寧在1995年十月就任港英最後一屆立法局議員時，在立法局大樓外遮打花園的自辦宣誓儀式、2020年中國國民黨黨員溫子眾當選黃大仙區議會議員後的服務處開幕典禮，均以恭讀總理遣囑，並向國父遺像、國旗及黨徽行鞠躬禮作結。